# Inégalité (probabilité)
Pour les articles homonymes, voir Inégalité.
Les principales Inégalités (probabilistes) sont :
- l'inégalité de Bienaymé-Tchebychev ;
- l'inégalité de Cauchy-Schwarz ;
- l'inégalité de Kolmogorov ;
- l'inégalité de Berry-Esseen ;
- l'inégalité de Boole ;
- l'inégalité de Chernoff ;
- l'inégalité de Fano ;
- l'inégalité de Hoeffding ;
- l'inégalité de Le Cam ;
- l'inégalité de Markov ;
- l'inégalité de Paley–Zygmund ;
- l'inégalité de Tchebychev pour les sommes ;
- l'inégalité FKG.